# Saint-Léger-Dubosq
Saint-Léger-Dubosq – miejscowość i gmina we Francji, w regionie Normandia, w departamencie Calvados.
Według danych na rok 1990 gminę zamieszkiwało 130 osób, a gęstość zaludnienia wynosiła 32 osoby/km² (wśród 1815 gmin Dolnej Normandii Saint-Léger-Dubosq plasuje się na 756. miejscu pod względem liczby ludności, natomiast pod względem powierzchni na miejscu 962.).